# سامح المدهون
سامح محمد أحمد المدهون مخرج وكاتب وشاعر وداعية إسلامي فلسطيني سابق. مولود في غزة وتعود أصوله إلى مدينة عسقلان. 

## التعليم
حاصل على الشهادة العليا في الإذاعة والتلفزيون وشهادة الدبلوم في التمثيل والإخراج السينمائي من المعهد العالي للسينما بجمهورية مصر العربية وحاصل على العديد من الدورات في الإخراج السينمائي والتلفزيوني من دول عدة أهمها مصر وسوريا.

## حياته العملية
حاصل على العضوية الرسمية في موقع (imdb) وعضو مؤسس في عدة مهرجانات دولية للأفلام تناولت مواضيع مختلفة وهو عضو مجلس إدارة رابطة الفنانين الفلسطينيين وعضو اتحاد الفنانين العرب ومدير لوركا العالمية للإنتاج الفني والإعلامي. له عشرات الأعمال بعضها حصل على جوائز دولية في مهرجان دمشق السينمائي. أخرج مجموعة كليبات بثت على قنوات عربية مهمة. وهو يعمل حاليا مقدمًا للبرامج ومخرجًا في قنوات فضائية مختلفة، يعتبر المخرج سامح المدهون سفيرًا لعدد من الفنانين العرب في غزة أهمهم الفنان التونسي الكبير لطفي بوشناق والمخرج السوري باسل الخطيب وغيرهم من الفنانين العرب وتربطه علاقات حميمة مع هؤلاء الفنانين وله أعمال مشتركة معهم.
ومن أهم القنوات التي عَمِل فيها المخرج سامح المدهون بتخصصات مختلفة الرافدين العراقية، الأقصى، الحوار، الاقتصادية العربية، عجمان، راجعين، الغدير، وخبر.
يعمل سامح المدهون حاليًا مديرًا مؤسسًا لشركة لوركا للإنتاج الفني والإعلامي ومديرًا لمكتب قناة كربلاء في فلسطين وتونس ومصر، كما يعمل مذيعًا ومقدمًا للبرامج في قناة المسيرة الفضائية، وقام بتأسيس الصندوق الدولي الفلسطيني لدعم السينما والذي يعتبر أمينًا عامًا مؤسسًا له، ولقد عمل سامح المدهون مخرجًا مساعدًا في العديد من المسلسلات المصرية والسورية مع المخرج أشرف سالم والمخرج باسل الخطيب وغيرهم، وألف وكتب العديد من القصائد التي غناها الفنان التونسي الكبير لطفي بوشناق وقام بإخراج عدة كليبات له.